# Parabrimus bimaculatus
Parabrimus bimaculatus là một loài bọ cánh cứng trong họ Cerambycidae.